# Sowjetischer Fußballpokal 1969
Der Sowjetische Fußballpokal 1969 war die 28. Austragung des sowjetischen Pokalwettbewerbs der Männer. Pokalsieger wurde Zweitligist Karpaty Lwow. Das Team setzte sich im Finale gegen SKA Rostow durch. Titelverteidiger Torpedo Moskau war im Viertelfinale ausgeschieden. Karpaty qualifizierte sich durch den Sieg für den Europapokal der Pokalsieger.
Mehr als 120 Spiele wurden in neun Zonen ausgetragen. Doch später wurden diese Spiele abgesagt und ihre Ergebnisse annulliert. Der Pokal begann von neuem und Mannschaften der dritten Liga nahmen nicht daran teil. Von den 87 Zweitligisten nahmen drei Teams nicht teil: Baltika Kaliningrad, Dynamo Brjansk und Metallurg Magnitogorsk.

## Modus
Im Frühjahr 1969 fanden zunächst drei Runden innerhalb der vier Zweitligagruppen statt. Die 12 Finalsieger bildeten mit den 20 Erstligisten die 1. Finalrunde.
Alle Begegnungen wurden in einem Spiel entschieden. Stand es nach regulärer Spielzeit unentschieden, wurde das Spiel um zweimal 15 Minuten verlängert. Stand danach kein Sieger fest, wurde die Begegnung am folgenden Tag an gleicher Stelle wiederholt.

## Teilnehmende Teams
| Perwaja Gruppa A (20) | Wtora Gruppa A (84) | Wtora Gruppa A (84) | Wtora Gruppa A (84) | Wtora Gruppa A (84) |
| Perwaja Gruppa A (20) | Gruppe 1 (SFSR Russland) (18) | Gruppe 2 (SFSR Russland) (23) | Gruppe 3 (SSR Ukraine) (22) | Gruppe 4 Teilrepubliken (21) |
| --- | --- | --- | --- | --- |
| - Dynamo Moskau - Lokomotive Moskau - Spartak Moskau - Torpedo Moskau - ZSKA Moskau - Ararat Jerewan - Dinamo Minsk - Dynamo Kiew - Dinamo Tiflis - Kairat Alma-Ata - Krylja Sowetow Kuibyschew - Neftçi Baku - Pachtakor Taschkent - Schachtjor Donezk - SKA Rostow - Sarja Lugansk - Torpedo Kutaissi - Tschernomorez Odessa - Uralmasch Swerdlowsk - Zenit Leningrad | - Awtomobilist Naltschik - Baltika Kaliningrad - Dynamo Brjansk - Dynamo Machatschkala - Dynamo Leningrad - Dynamo Stawropol - Lokomotive Kaluga - Kuban Krasnodar - Maschuk Pjatigorsk - Metallurg Lipezk - Metallurg Tula - Rostselmasch Rostow - Schinnik Jaroslawl - Spartak Belgorod - Spartak Ordschonikidse - Tekstilschtschik Iwanowo - Terek Grosny - Torpedo Taganrog - Trud Woronesch - Wolga Kalinin | - Aeroflot Irkutsk - Irtysch Omsk - Kalininez Swerdlowsk - Kusbass Kemerowo - Lokomotive Tscheljabinsk - Lutsch Wladiwostok - Metallurg Kuibyschew - Metallurg Magnitogorsk - Rasswet Krasnojarsk - Rubin Kasan - Selenga Ulan-Ude - Sokol Saratow - SKA Chabarowsk - SKA Tschita - Spartak Joschkar-Ola - Stroitel Ufa - Swesda Perm - Temp Barnaul - Tomles Tomsk - Traktor Wolgograd - Wolgar Astrachan - Wolga Gorki - Wolga Uljanowsk - Zenit Ischewsk | - Asowez Schdanow - Awtomobilist Schitomir - Awangard Ternopol - FSK Bukowina Czernowitz - Chimik Sewerodonezk - Desna Tschernigow - Dnjepr Dnjepropetrowsk - Dynamo Chmelnizki - Karpaty Lwow - Krywbas Kriwoi Rog - Lokomotive Cherson - Lokomotive Winniza - Metallist Charkow - Metallurg Saporoschje - Schachtjor Kadijiwka - SKA Lwow - SKA Kiew - SKA Odessa - Stroitel Poltawa - Sudostroitel Nikolajew - Swesda Kirowograd - Tawrija Simferopol | - Alga Frunse - Daugava Riga - Dinamo Batumi - Dinamo Kirowograd - Energetik Duschanbe - Lokomotive Tiflis - Meschachte Tqibuli - Metallurg Schymkent - Moldava Kischinjow - Neftjanik Fergana - Neman Grodno - Pamir Leninabad - Polad Sumgait - Politotdel Taschkent - Sarafschan Navoi - Schachtjor Karaganda - Schirak Leninakan - Spartak Brest - Stroitel Aschchabat - Wostok Usk-Kamenogorsk - FK Žalgiris Vilnius |

## Vorrunde

### Gruppe 1

#### Viertelfinale
| Datum      |                        | Ergebnis  |                     |
| ---------- | ---------------------- | --------- | ------------------- |
| 15.04.1969 | Spartak Ordschonikidse | 2:1       | Metallurg Tula      |
| 15.04.1969 | Awtomobilist Naltschik | 0:1       | Dynamo Leningrad    |
| 15.04.1969 | Dynamo Machatschkala   | 1:2       | Rostselmasch Rostow |
| 15.04.1969 | Kuban Krasnodar        | 0:1 n. V. | Trud Woronesch      |
| 15.04.1969 | Dynamo Stawropol       | 1:0 n. V. | Metallurg Lipezk    |

### Halbfinale
| Datum      |                     | Ergebnis  |                        |
| ---------- | ------------------- | --------- | ---------------------- |
| 23.04.1969 | Trud Woronesch      | 2:0       | Spartak Ordschonikidse |
| 23.04.1969 | Spartak Belgorod    | 3:0       | Dynamo Stawropol       |
| 23.04.1969 | Torpedo Taganrog    | 4:1       | Wolga Kalinin          |
| 23.04.1969 | Terek Grosny        | 2:3 n. V. | Lokomotive Kaluga      |
| 24.04.1969 | Rostselmasch Rostow | 1:0       | Maschuk Pjatigorsk     |
| 24.04.1969 | Dynamo Leningrad    | 1:2       | Schinnik Jaroslawl     |

### Finale
| Datum      |                    | Ergebnis |                     |
| ---------- | ------------------ | -------- | ------------------- |
| 05.05.1969 | Trud Woronesch     | 1:0      | Rostselmasch Rostow |
| 05.05.1969 | Schinnik Jaroslawl | 1:0      | Spartak Belgorod    |
| 06.05.1969 | Lokomotive Kaluga  | 1:2      | Torpedo Taganrog    |

### Gruppe 2

#### Viertelfinale
| Datum      |                          | Ergebnis  |                          |
| ---------- | ------------------------ | --------- | ------------------------ |
| 04.04.1969 | Lutsch Wladiwostok       | 1:0       | SKA Chabarowsk           |
| 12.04.1969 | Temp Barnaul             | 0+:- 1    | Kalininez Swerdlowsk     |
| 13.04.1969 | Tomles Tomsk             | 2:0 n. V. | Kusbass Kemerowo         |
| 13.04.1969 | SKA Tschita              | 1:1 n. V. | Selenga Ulan-Ude         |
| 13.04.1969 | Irtysch Omsk             | 2:1       | Lokomotive Tscheljabinsk |
| 13.04.1969 | Rasswet Krasnojarsk      | 2:1 n. V. | Aeroflot Irkutsk         |
| 24.04.1969 | Zenit Ischewsk           | 0:2       | Rubin Kasan              |
| 24.04.1969 | Stroitel Ufa             | 0:0 n. V. | Swesda Perm              |
| 24.04.1969 | Tekstilschtschik Iwanowo | 1:0 n. V. | Wolga Gorki              |
| 24.04.1969 | Wolga Uljanowsk          | 1:0       | Metallurg Kuibyschew     |
| 24.04.1969 | Traktor Wolgograd        | 1:2       | Spartak Joschkar-Ola     |
| 24.04.1969 | Wolgar Astrachan         | 0:1       | Sokol Saratow            |

##### Wiederholungsspiele
| Datum      |              | Ergebnis  |                  |
| ---------- | ------------ | --------- | ---------------- |
| 14.04.1969 | SKA Tschita  | 2:1 n. V. | Selenga Ulan-Ude |
| 25.04.1969 | Stroitel Ufa | 0:3       | Swesda Perm      |

### Halbfinale
| Datum      |                      | Ergebnis  |                          |
| ---------- | -------------------- | --------- | ------------------------ |
| 19.04.1969 | Rasswet Krasnojarsk  | 2:0       | Tomles Tomsk             |
| 23.04.1969 | Lutsch Wladiwostok   | 1:0       | SKA Tschita              |
| 23.04.1969 | Irtysch Omsk         | 2:0       | Temp Barnaul             |
| 05.05.1969 | Rubin Kasan          | 2:1       | Swesda Perm              |
| 05.05.1969 | Spartak Joschkar-Ola | 2:1 n. V. | Wolga Uljanowsk          |
| 05.05.1969 | Sokol Saratow        | 2:1       | Tekstilschtschik Iwanowo |

### Finale
| Datum      |                      | Ergebnis  |                     |
| ---------- | -------------------- | --------- | ------------------- |
| 05.05.1969 | Lutsch Wladiwostok   | 0+:- 1    | Rasswet Krasnojarsk |
| 16.05.1969 | Rubin Kasan          | 3:0       | Irtysch Omsk        |
| 17.05.1969 | Spartak Joschkar-Ola | 0:0 n. V. | Sokol Saratow       |

### Wiederholungsspiel
| Datum      |                      | Ergebnis  |               |
| ---------- | -------------------- | --------- | ------------- |
| 18.05.1969 | Spartak Joschkar-Ola | 2:3 n. V. | Sokol Saratow |

### Gruppe 3

#### Viertelfinale
| Datum      |                        | Ergebnis  |                         |
| ---------- | ---------------------- | --------- | ----------------------- |
| 30.03.1969 | Lokomotive Cherson     | 0:1 n. V. | SKA Kiew                |
| 30.03.1969 | Krywbas Kriwoi Rog     | 1:0       | Metallist Charkow       |
| 30.03.1969 | Dynamo Chmelnizki      | 3:2 n. V. | Desna Tschernigow       |
| 30.03.1969 | Sudostroitel Nikolajew | 1:0       | Stroitel Poltawa        |
| 30.03.1969 | Metallurg Saporoschje  | 2:0       | Lokomotive Winniza      |
| 30.03.1969 | SKA Odessa             | 2:0       | Swesda Kirowograd       |
| 30.03.1969 | Tawrija Simferopol     | 3:1       | FSK Bukowina Czernowitz |
| 30.03.1969 | SKA Lwow               | 0:2       | Awtomobilist Schitomir  |
| 30.03.1969 | Schachtjor Kadijiwka   | 0:1 n. V. | Asowez Schdanow         |
| 01.04.1969 | Dnjepr Dnjepropetrowsk | 1:0       | Awangard Ternopol       |

### Halbfinale
| Datum      |                        | Ergebnis  |                        |
| ---------- | ---------------------- | --------- | ---------------------- |
| 04.04.1969 | Dnjepr Dnjepropetrowsk | 0:1       | Awtomobilist Schitomir |
| 04.04.1969 | Krywbas Kriwoi Rog     | 2:0       | Chimik Sewerodonezk    |
| 04.04.1969 | Asowez Schdanow        | 0:0 n. V. | Karpaty Lwow           |
| 04.04.1969 | SKA Odessa             | 1:0       | Dynamo Chmelnizki      |
| 04.04.1969 | Metallurg Saporoschje  | 3:1       | Tawrija Simferopol     |
| 05.04.1969 | Sudostroitel Nikolajew | 1:0       | SKA Kiew               |

### Wiederholungsspiel
| Datum      |                 | Ergebnis |              |
| ---------- | --------------- | -------- | ------------ |
| 05.04.1969 | Asowez Schdanow | 1:2      | Karpaty Lwow |

### Finale
| Datum      |                        | Ergebnis  |                       |
| ---------- | ---------------------- | --------- | --------------------- |
| 20.04.1969 | Awtomobilist Schitomir | 2:0       | Krywbas Kriwoi Rog    |
| 20.04.1969 | Sudostroitel Nikolajew | 2:1 n. V. | Metallurg Saporoschje |
| 17.05.1969 | Karpaty Lwow           | 1:0       | SKA Odessa            |

### Gruppe 4

#### Viertelfinale
| Datum      |                     | Ergebnis  |                        |
| ---------- | ------------------- | --------- | ---------------------- |
| 23.03.1969 | Schirak Leninakan   | 0+:- 1    | Meschachte Tqibuli     |
| 23.03.1969 | Metallurg Schymkent | 0-:+ 1    | Schachtjor Karaganda   |
| 23.03.1969 | Alga Frunse         | 0+:- 1    | Lokomotive Tiflis      |
| 23.03.1969 | Stroitel Aschchabat | 1:0 n. V. | Neftjanik Fergana      |
| 23.03.1969 | Polad Sumgait       | 0:0 n. V. | Wostok Usk-Kamenogorsk |
| 23.03.1969 | Dinamo Batumi       | 0:1       | Spartak Brest          |
| 23.03.1969 | Pamir Leninabad     | 2:1       | Sarafschan Navoi       |
| 23.03.1969 | Energetik Duschanbe | 2:0       | Neman Grodno           |
| 23.03.1969 | FK Žalgiris Vilnius | 2:0       | Moldava Kischinjow     |

##### Wiederholungsspiele
| Datum      |               | Ergebnis      |                        |
| ---------- | ------------- | ------------- | ---------------------- |
| 24.03.1969 | Polad Sumgait | 3:3 n. V.     | Wostok Usk-Kamenogorsk |
| 25.03.1969 | Polad Sumgait | 1:1 n. V. (L) | Wostok Usk-Kamenogorsk |

### Halbfinale
| Datum      |                      | Ergebnis |                        |
| ---------- | -------------------- | -------- | ---------------------- |
| 23.03.1969 | Daugava Riga         | 0+:- 1   | Dinamo Kirowograd      |
| 28.03.1969 | Alga Frunse          | 2:0      | Energetik Duschanbe    |
| 28.03.1969 | Schirak Leninakan    | 0:1      | Schachtjor Karaganda   |
| 28.03.1969 | Stroitel Aschchabat  | 0:1      | Spartak Brest          |
| 28.03.1969 | Politotdel Taschkent | 1:0      | Pamir Leninabad        |
| 30.03.1969 | FK Žalgiris Vilnius  | 1:0      | Wostok Usk-Kamenogorsk |

### Finale
| Datum      |                      | Ergebnis  |                      |
| ---------- | -------------------- | --------- | -------------------- |
| 19.04.1969 | Alga Frunse          | 2:2 n. V. | Spartak Brest        |
| 24.04.1969 | FK Žalgiris Vilnius  | 0:0 n. V. | Daugava Riga         |
| 24.04.1969 | Schachtjor Karaganda | 1:0       | Politotdel Taschkent |

### Wiederholungsspiele
| Datum      |                     | Ergebnis |               |
| ---------- | ------------------- | -------- | ------------- |
| 20.04.1969 | Alga Frunse         | 0:1      | Spartak Brest |
| 25.04.1969 | FK Žalgiris Vilnius | 2:0      | Daugava Riga  |

## Finalrunde

### 1. Runde
Teilnehmer: Die 12 Finalsieger der Vorrunde und die 20 Erstligisten.
| Datum      |                        | Ergebnis  |                           |
| ---------- | ---------------------- | --------- | ------------------------- |
| 21.05.1969 | Awtomobilist Schyiomir | 1:0       | Schachtjor Donezk         |
| 21.05.1969 | Dynamo Moskau          | 2:0       | Neftçi Baku               |
| 21.05.1969 | Schachtjor Karaganda   | 2:1       | Dinamo Minsk              |
| 21.05.1969 | Torpedo Taganrog       | 2:0       | Sarja Lugansk             |
| 21.05.1969 | Sudostroitel Nikolajew | 2:1 n. V. | Torpedo Kutaissi          |
| 21.05.1969 | FK Žalgiris Vilnius    | 0:1       | ZSKA Moskau               |
| 22.05.1969 | Tschernomorez Odessa   | 3:2       | Dinamo Tiflis             |
| 22.05.1969 | Karpaty Lwow           | 2:1 n. V. | Ararat Jerewan            |
| 22.05.1969 | Lokomotive Moskau      | 2:3       | Dynamo Kiew               |
| 22.05.1969 | Lutsch Wladiwostok     | 1:0       | Uralmasch Swerdlowsk      |
| 22.05.1969 | Pachtakor Taschkent    | 0:3       | Torpedo Moskau            |
| 22.05.1969 | Rubin Kasan            | 3:2       | Krylja Sowetow Kuibyschew |
| 22.05.1969 | Schinnik Jaroslawl     | 1:3       | SKA Rostow                |
| 22.05.1969 | Sokol Saratow          | 5:0       | Kairat Alma-Ata           |
| 22.05.1969 | Spartak Brest          | 1:2       | Zenit Leningrad           |
| 22.05.1969 | Trud Woronesch         | 0:0 n. V. | Spartak Moskau            |

#### Wiederholungsspiel
| Datum      |                | Ergebnis |                |
| ---------- | -------------- | -------- | -------------- |
| 23.05.1969 | Trud Woronesch | 1:0      | Spartak Moskau |

### Achtelfinale
| Datum      |                 | Ergebnis  |                        |
| ---------- | --------------- | --------- | ---------------------- |
| 12.06.1969 | SKA Rostow      | 3:0       | Torpedo Taganrog       |
| 27.06.1969 | Dynamo Kiew     | 5:1       | Schachtjor Karaganda   |
| 27.06.1969 | Dynamo Moskau   | 2:1       | Lutsch Wladiwostok     |
| 28.06.1969 | Zenit Leningrad | 0:1       | Torpedo Moskau         |
| 28.06.1969 | Rubin Kasan     | 0:2 n. V. | Sudostroitel Nikolajew |
| 28.06.1969 | Karpaty Lwow    | 2:0       | Tschernomorez Odessa   |
| 29.06.1969 | Sokol Saratow   | 1:2       | Trud Woronesch         |
| 29.06.1969 | ZSKA Moskau     | 0:0 n. V. | Awtomobilist Schitomir |

#### Wiederholungsspiel
| Datum      |             | Ergebnis |                        |
| ---------- | ----------- | -------- | ---------------------- |
| 30.06.1969 | ZSKA Moskau | 1:0      | Awtomobilist Schitomir |

### Viertelfinale
| Datum      |                | Ergebnis  |                        |
| ---------- | -------------- | --------- | ---------------------- |
| 14.07.1969 | Trud Woronesch | 0:1       | Karpaty Lwow           |
| 15.07.1969 | Torpedo Moskau | 1:2       | Sudostroitel Nikolajew |
| 17.07.1969 | ZSKA Moskau    | 1:0 n. V. | Dynamo Kiew            |
| 17.07.1969 | SKA Rostow     | 1:0       | Dynamo Moskau          |

### Halbfinale
| Datum      |              | Ergebnis |                        |
| ---------- | ------------ | -------- | ---------------------- |
| 19.07.1969 | Karpaty Lwow | 2:0      | Sudostroitel Nikolajew |
| 29.07.1969 | SKA Rostow   | 1:0      | ZSKA Moskau            |

### Finale
| Paarung        | Karpaty Lwow – SKA Rostow |
| Ergebnis       | 2:1 (0:1) |
| Datum          | 17. August 1969 |
| Stadion        | Olympiastadion Luschniki, Moskau |
| Zuschauer      | 57.000 |
| Schiedsrichter | Karlo Kruaschwili |
| Tore           | 0:1 Anatoli Sintschenko (20.) 1:1 Gennadi Lichatschjow (62.) 2:1 Wladimir Bulgakow (66.) |
| Karpaty Lwow   | Wiktor Turpak – Iván Gereg, Rostislaw Pototschnjak, Petro Daniltschuk – Waleri Sirow, Lew Browarski – Wladimir Daniljuk, Wladimir Bulgakow – Janosch Gabowda, Igor Kultschizki , Gennadi Lichatschjow Cheftrainer: Ernő Juszt                                              |
| SKA Rostow     | Lew Kudassow – Boris Serostanow, Nikolai Antonjewitsch, Waleri Kornejew – Waleri Sinau, Wiktor Trembatsch (74. Wassili Golowko) – Alexander Popow, Alexei Jeskow (63. Juri Romanow) – Wladimir Proskurin, Anatoli Sintschenko, Juri Wassenin Cheftrainer: Gennadi Matwejew |